# Wolfgang Kayser
Wolfgang Kayser (* 24. Dezember 1906 in Berlin; † 23. Januar 1960 in Göttingen) war ein deutscher Germanist und Literaturwissenschaftler. 

## Leben
Wolfgang Kayser wurde 1932 über die Lyrik des Barockdichters Harsdörffer promoviert. 1933 trat er der SA bei. Er habilitierte sich 1935 über die Geschichte der deutschen Ballade. Während der Zeit des Nationalsozialismus zeigte er sich linientreu gegenüber den Nationalsozialisten. Am 17. Juni 1937 beantragte er die Aufnahme in die NSDAP und wurde rückwirkend zum 1. Mai desselben Jahres aufgenommen (Mitgliedsnummer 4.358.672). 1938 wurde er Privatdozent in Leipzig und 1941 Leiter des Deutschen Kulturinstituts in Lissabon, wobei er als „außerplanmäßiger Professor im Reichsdienst“ auch eine Dozentur für Germanistik an der Universität Lissabon innehatte. Zu dieser Zeit arbeitete er bereits an seinem späteren wegweisenden Lehrbuch Das sprachliche Kunstwerk, wie ein im Sommer 1942 an der Universität Coimbra gehaltener Vortrag (1944 publiziert) sowie beispielhafte Analysen von Texten portugiesischer Literatur in diesem literaturtheoretischen Hauptwerk beweisen. 
Nach 1945 aus dem Dienst entlassen, arbeitete er großenteils als freier Dozent, Autor und Übersetzer. 1948 erschien Das sprachliche Kunstwerk. Eine Einführung in die Literaturwissenschaft, das starken Einfluss auf die Nachkriegsgermanistik hatte. 1950 erhielt er eine Professur an der Universität Göttingen, wo er bis zu seinem Tod 1960 wirkte. Die von ihm vertretene werkimmanente Interpretation war die bis in die 1960er Jahre prägende Methode der deutschen Literaturwissenschaft. Mit der Abkehr von der politisierten nationalsozialistischen Germanistik und der Zuwendung zu einem europäischen sowie fächerübergreifenden kunstwissenschaftlichen Literaturverständnis erwarb er sich auch internationale Reputation. Seit 1954 war er Mitglied der Deutschen Akademie für Sprache und Dichtung in Darmstadt. 1956 wurde er zum ordentlichen Mitglied der Göttinger Akademie der Wissenschaften gewählt.
Wolfgang Kayser erlitt mit 53 Jahren unerwartet und ohne Vorerkrankung einen Herzschlag.

## Schriften
- Die Klangmalerei bei Harsdörffer (1932, 2. Aufl. 1962)
- Geschichte der deutschen Ballade (Berlin 1936, 2. Aufl. 1943)
- Vom Rhythmus in deutschen Gedichten. In: Dichtung und Volkstum. Bd. 39 (1938), S. 487–510.
- Bürgerlichkeit und Stammestum in Theodor Storms Novellendichtung (1938)
- Schiller als Dichter und Deuter der Größe. Vandenhoeck & Ruprecht, Göttingen/Zürich (= Göttinger Universitätsredem. Heft 26).
- Gedichte des deutschen Barock (Auswahl und Nachwort, 1943), Insel-Bücherei 313/2 (weitestgehend kriegsvernichtet; privater Nachdruck 1989)
- O Problema dos Géneros Literários (1944, Sonderdruck des Deutschen Instituts der Universität Coimbra; Übersetzung aus dem Portugiesischen von Ursula Kayser mit Orlando Grossegesse in Literaturtheorie am Ende? 50 Jahre Wolfgang Kaysers "Sprachliches Kunstwerk". Tübingen/Basel 2001).
- Kleine deutsche Versschule (1946, 28. Aufl. 2019)
- Das sprachliche Kunstwerk. Eine Einführung in die Literaturwissenschaft. Bern 1948; 7. Auflage ebenda 1961; 20. Auflage 1992[5]
- Entstehung und Krise des modernen Romans (1954)
- Das Groteske. Seine Gestaltung in Malerei und Dichtung (1957)
- Wilhelm Buschs grotesker Humor (1958, Vortragsreihe der Niedersächsischen Landesregierung, Heft 4, online)
- Die Vortragsreise. Studien zur Literatur (1958)
- Die Wahrheit der Dichter. Wandlung eines Begriffes in der deutschen Literatur (1959)
- Deutsche Literatur in unserer Zeit, hrsg. mit Benno von Wiese (1959)
- Geschichte des deutschen Verses. Zehn Vorlesungen für Hörer aller Fakultäten (1960)